# Mediawiki

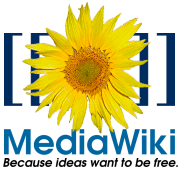
Tidigare logo

Mediawiki, av utvecklaren skrivet MediaWiki, är en wikiprogramvara utvecklad av Wikimedia Foundation, släppt som fri programvara under GNU General Public License. Den är skriven i PHP och använder databashanterare.
Mediawiki använder ett särskilt märkspråk, Wikikod, alternativt Wikitext, Wiki Markup eller Wikicode, för att hantera innehåll. Syftet med märkspråket är att erbjuda ett lättare sätt att producera webbsidor än vad HTML gör. Programvaran använder sedan wikikoden till att generera HTML-dokument baserat på den enklare kodningen.
Mediawiki används bland annat av Wikipedia och dess systerprojekt.